# Ara Saldívar
Ara Saldívar (Ciudad Victoria, 8 de abril de 1993) es una actriz, cantante y conductora mexicana.

## Carrera

### 2001-2019: Primeros años e inicios en conducción y actuación
En 2001, debutó por primera vez en el programa de concurso infantil de Televisa Código F.A.M.A., en el cual fue la séptima expulsada de la competencia. Entre los años 2014 a 2016, fue una dee las reporteras de espectáculos del programa Hoy.
Desde 2017 y hasta 2019 ha participado en numerosas ocasiones en la series de televisión La rosa de Guadalupe creado por Carlos Mercado-Orduña y producida por Miguel Ángel Herros y Como dice el dicho de la productora Genoveva Martínez.

### 2020–presente:Te doy la viday nuevos proyectos
En 2020, participó y debutó como coprotagonista juvenil de la telenovela Te doy la vida producida por Lucero Suárez, en el papel de Gabriela Villaseñor, quien compartió créditos con José Ron, Eva Cedeño y Jorge Salinas; esto obtuvo gran popularidad y también es conocida actualmente. 
En 2021 participa en la producción del productor venezolano Carlos Bardasano Si nos dejan en el papel de Celia Contreras al lado de Mayrín Villanueva, Marcus Ornellas y Alexis Ayala entre otros más.
Entre 2022 y 2023 participo en la telenovela Mi camino es amarte del productor Nicandro Díaz González en el papel de Jesusa, al lado de actores como Susana González y Gabriel Soto.
En 2024 se unió al reparto de La historia de Juana como Yadira Soto, compartió roles con Camila Valero y Brandon Peniche. A finales de ese añ fue invitada por Telemundo para participar en la segunda temporada del reality Los 50 quedando eliminada en la posición.
En 2025 participa en la producción de Lucero Suárez (por segunda vez) titulada Monteverde quedándose con el personaje de Rosalía Contreras, al lado de África Zavala y Gabriel Soto.

## Filmografía

### Telenovelas
- Monteverde (2025)... Rosalía Gallegos[8]
- La historia de Juana (2024)... Yadira Soto[9]
- Mi camino es amarte (2022-2023)... Jesusa "Chuchita" Galván[10]
- Si nos dejan (2021-2022)... Celia "Chela" Ortega[11]
- Te doy la vida (2020)... Gabriela Villaseñor [12]
- En tierras salvajes (2017) como chica cantante en kermes[13]

### Series y programas de televisión
- Los 50 (2024)... Ella misma (Participante)[14]
- Como dice el dicho (2017-2020) ... Varios episodios
- La rosa de Guadalupe (2017-2019) ... Varios episodios
- Hoy (2014-2016) ... Ella misma (Reportera)
- Código F.A.M.A. (2001) ... Ella misma (Participante)